# Basilia falcozi
Basilia falcozi är en tvåvingeart som först beskrevs av Musgrave 1925.  Basilia falcozi ingår i släktet Basilia och familjen lusflugor. Inga underarter finns listade i Catalogue of Life.